# トミー・フリーマン
トミー・フリーマン（Tommy Freeman、本名：トーマス・H・フリーマン、1904年1月22日 - 1986年2月25日）は、アメリカ合衆国アーカンソー州ホットスプリングス市出身のプロボクサー。元世界ウェルター級チャンピオン。

## 略歴
アイルランド系。1930年9月、ヤング・ジャック・トンプソンを判定で破り、世界ウェルター級王者となる。1931年1月9日の初防衛成功からわずか2か月弱の短期間で、通算5度防衛を達成する。1931年4月14日、前王者トムソンに12回KO負けで雪辱を許し、王座を失った。

## 通算戦績
214戦173勝（83KO）20敗20引分け1無判定